# Edafotop
Edafotop či edatop jsou termíny označující soubor všech vlastností půdy na určité lokalitě. Společně s klimatopem (vlastnostmi klimatu) tvoří ekotop, v kombinaci s životu přírodou pak specifické lokalitě říkáme biotop.
Mezi hlavní faktory ovlivňující vlastnosti edafotopu patří tvrdost horniny, její biologická bohatost (bakteriální zastoupení), rychlost nasávání vody (a tedy i následného vypařování) nebo salinita a obsah dusíku.